# Aphelocheirus
Aphelocheirus is een geslacht van wantsen uit de familie van de Aphelocheiridae (Rivierbodemwantsen). Het geslacht werd voor het eerst wetenschappelijk beschreven door Westwood in 1833. 
In Nederland wordt alleen de soort Aphelocheirus aestivalis waargenomen. 

## Soorten
Het genus bevat de volgende soorten:

- Aphelocheirus aestivalis (Fabricius, 1794)
- Aphelocheirus affinis Jordan, 1967
- Aphelocheirus altigradus Zettel, 1998
- Aphelocheirus amplus G.Q. Liu & L.Y. Zheng, 1994
- Aphelocheirus amurensis (Kiritshenko, 1925)
- Aphelocheirus apicalis Tran & Nguyen, 2016
- Aphelocheirus ashlocki D.A. Polhemus & J.T. Polhemus, 1988
- Aphelocheirus australicus Usinger, 1937
- Aphelocheirus baguio D.A. Polhemus & J.T. Polhemus, 1988
- Aphelocheirus bengkulu D. Polhemus, 1994
- Aphelocheirus bianchii (Kiritshenko, 1933)
- Aphelocheirus boukali Zettel, 2000
- Aphelocheirus breviceps Horváth, 1895
- Aphelocheirus breviculus Nieser & Chen, 1991
- Aphelocheirus bruneiensis Zettel, Lane & Moore, 2008
- Aphelocheirus brunneus G.Q. Liu & L.Y. Zheng, 2000
- Aphelocheirus cantonensis D.A. Polhemus & J.T. Polhemus, 1988
- Aphelocheirus carinatus (Royer, 1920)
- Aphelocheirus celebensis D.A. Polhemus & J.T. Polhemus, 1988
- Aphelocheirus corbeli Poisson, 1955
- Aphelocheirus debilis (Kiritshenko, 1925)
- Aphelocheirus denticeps Montandon, 1910
- Aphelocheirus dudgeoni D.A. Polhemus & J.T. Polhemus, 1988
- Aphelocheirus ellipsoideus Liu & Ding, 2005
- Aphelocheirus fang D.A. Polhemus & J.T. Polhemus, 1988
- Aphelocheirus femoratus D.A. Polhemus & J.T. Polhemus, 1988
- Aphelocheirus fischeri Zettel, 2009
- Aphelocheirus flavinotatus Tran & Nguyen, 2016
- Aphelocheirus freitagi Zettel & Pangantihon, 2010
- Aphelocheirus gapudi Zettel, 1999
- Aphelocheirus geros Nieser & Chen, 1996
- Aphelocheirus goellnerae Zettel, 2012
- Aphelocheirus grik D.A. Polhemus & J.T. Polhemus, 1988
- Aphelocheirus gularis Horváth, 1918
- Aphelocheirus gusenleitneri Zettel, 2009
- Aphelocheirus hainanensis Zettel, 1998
- Aphelocheirus improcerus (Kiritshenko, 1929)
- Aphelocheirus inops (Horváth, 1918)
- Aphelocheirus javanicus D.A. Polhemus & J.T. Polhemus, 1988
- Aphelocheirus jendeki Zettel, 1998
- Aphelocheirus karen Sites & Zettel, 2005
- Aphelocheirus kawamurae (Matsumura, 1915)
- Aphelocheirus kaygieyess Sites, Arunachalam & Sundar, 2011
- Aphelocheirus kedirius Nieser et al., 2004
- Aphelocheirus kelabitensis Zettel, 1993
- Aphelocheirus kinabalu D.A. Polhemus & J.T. Polhemus, 1988
- Aphelocheirus kodadai Zettel, 1999
- Aphelocheirus kolenatii (Kiritshenko, 1925)
- Aphelocheirus kra Sites, 2006
- Aphelocheirus kumbanus Linnavuori, 1975
- Aphelocheirus lahu D.A. Polhemus & J.T. Polhemus, 1988
- Aphelocheirus lao D.A. Polhemus & J.T. Polhemus, 1988
- Aphelocheirus longidentatus G. Q Liu & J.H. Ding, 2005
- Aphelocheirus longlingensis Xie & Liu, 2014
- Aphelocheirus lorelindu D.A. Polhemus & J.T. Polhemus, 1988
- Aphelocheirus lugubris Horvath, 1899
- Aphelocheirus luteus G. Q Liu & J.H. Ding, 2005
- Aphelocheirus luzonicus D.A. Polhemus & J.T. Polhemus, 1988
- Aphelocheirus maculosus Liu & Zheng, 1994
- Aphelocheirus madli Zettel, 2002
- Aphelocheirus maehongsonus Sites & Zettel, 2005
- Aphelocheirus malayanus D.A. Polhemus & J.T. Polhemus, 1988
- Aphelocheirus menglaensis Xie & Liu, 2015
- Aphelocheirus minor D.A. Polhemus & J.T. Polhemus, 1988
- Aphelocheirus montandoni Horváth, 1899
- Aphelocheirus monthathanus Sites & Zettel, 2005
- Aphelocheirus motuoensis Xie & Liu, 2014
- Aphelocheirus murcius Nieser & Millán, 1989
- Aphelocheirus narmadaensis Thirumalai, 2008
- Aphelocheirus nathani La Rivers, 1971
- Aphelocheirus nawae Matsumura, 1905
- Aphelocheirus nepalensis Zettel, 1998
- Aphelocheirus nigrita Horváth, 1899
- Aphelocheirus occidentalis Nieser & Millán, 1989
- Aphelocheirus palawanensis D.A. Polhemus & J.T. Polhemus, 1988
- Aphelocheirus pallens Horvath, 1899
- Aphelocheirus pemae Millán, L'Mohdi & Carbonell, 2016
- Aphelocheirus petersi D.A. Polhemus & J.T. Polhemus, 1988
- Aphelocheirus philippinensis Usinger, 1938
- Aphelocheirus plumipes (Oshanin, 1909)
- Aphelocheirus pradhanae Zettel, 1998
- Aphelocheirus robustus Nieser & Chen, 1991
- Aphelocheirus rotroui Bergevin, 1925
- Aphelocheirus sapa Tran & Nguyen, 2016
- Aphelocheirus schoutedeni Montandon, 1914
- Aphelocheirus sculpturatus D.A. Polhemus & J.T. Polhemus, 1988
- Aphelocheirus sehoutedeni Montandon, 1914
- Aphelocheirus similaris D.A. Polhemus & J.T. Polhemus, 1988
- Aphelocheirus sinensis (Montandon, 1892)
- Aphelocheirus siriphumus Sites, 2006
- Aphelocheirus starmuehlneri Zettel, 2009
- Aphelocheirus takeuchii (Esaki, 1934)
- Aphelocheirus tesselatus Sites, 2006
- Aphelocheirus thai D.A. Polhemus & J.T. Polhemus, 1988
- Aphelocheirus thirumalaii Basu, Subramanian & Saha, 2013
- Aphelocheirus tuberculipes Zettel & Tran, 2009
- Aphelocheirus tuleari Poisson, 1963
- Aphelocheirus uichancoi Usinger, 1938
- Aphelocheirus ussuriensis (Kiritshenko, 1929)
- Aphelocheirus variegatus (Kiritshenko, 1925)
- Aphelocheirus venus Zettel, 1999
- Aphelocheirus vittatus Matsumura, 1905
- Aphelocheirus yasumatsui Miyamoto, 1960
- Aphelocheirus zamboanga D.A. Polhemus & J.T. Polhemus, 1988

- Subgenus Micraphelocheirus

- Aphelocheirus asiaticus (Hoberland & Stys, 1979)
- Aphelocheirus bernhardti Zettel & Papácek, 2006
- Aphelocheirus brevirostris D. Polhemus & J. Polhemus, 1989
- Aphelocheirus clivicolus J. Polhemus, 1979
- Aphelocheirus jaechi Zettel & Papácek, 2006
- Aphelocheirus malayensis Zettel & Papácek, 2006
- Aphelocheirus pygmaeus La Rivers, 1971
- Aphelocheirus signatus Zettel, 1998
- Aphelocheirus trani Zettel & Papácek, 2006